# Salle à manger à la campagne
Vous pouvez aider à l'améliorer ou bien discuter des problèmes sur sa page de discussion.
- Il ne cite pas suffisamment ses sources. Vous pouvez indiquer les passages à sourcer avec {{référence nécessaire}} ou {{Référence souhaitée}}, et inclure les références utiles en les liant aux notes de bas de page. (Marqué depuis avril 2024)
- Son contenu est rédigé entièrement ou presque à partir d'une seule source. N'hésitez pas à modifier cet article pour améliorer sa vérifiabilité en apportant de nouvelles références dans des notes de bas de page. (Marqué depuis avril 2024)
- Certaines informations devraient être mieux reliées aux sources mentionnées dans la bibliographie ou les liens externes. Améliorez sa vérifiabilité en les associant par des références. (Marqué depuis avril 2024)

- Archive Wikiwix
- Bing
- Cairn
- DuckDuckGo
- E. Universalis
- Gallica
- Google
- G. Books
- G. News
- G. Scholar
- Persée
- Qwant
- (zh) Baidu
- (ru) Yandex
- (wd) trouver des œuvres sur Wikidata

Salle à manger à la campagne est un tableau réalisé en 1913 par le peintre français Pierre Bonnard. De format horizontal, cette huile sur toile représente l'intérieur de la salle à manger de la maison de campagne que l'artiste a achetée en 1912 à Vernon, dans l'Eure, en Normandie. Sa composition est centrée autour d'une porte ouverte sur un paysage naturel à côté d'une grande fenêtre où s'est accoudée Marthe, la conjointe de l'artiste. Vendue par celui-ci à la galerie Bernheim-Jeune, à Paris, l'œuvre est conservée au Minneapolis Institute of Art, à Minneapolis, dans le Minnesota, aux États-Unis.